# Patrick Pedersen
Patrick Pedersen (født 25. november 1991) er en dansk fodboldspiller, der spiller for Valur.
Han har tidligere spillet i Vendsyssel FF, Valur, FC Sheriff. og Viking FK. 

## Karriere

### Vendsyssel FF
Patrick Pedersen underskrev en toårig kontrakt med den danske 1. divisionsklub Vendsyssel FF den 15. februar 2011. I juli 2013 blev Pedersen udlejet til den islandske klub Valur. Ønsket om øget spilletid var en af hovedårsagerne til klubskiftet. Pedersen blev klubbens topscorer med fem mål efter blot 9 kampe, og Valur ønskede dermed at gøre skiftet permanent.

### Knattspyrnufélagið Valur
I maj 2014 blev Patrick Pedersen permanent Valur-spiller. Pedersen opnåede succes på Island, hvor klubben vandt Valitor-bikar i 2015, og Patrick Pedersen blev samtidig topscorer i Úrvalsdeild med 13 mål på 20 kampe i 2015-sæsonen.

### Viking FK
Den 3. december skrev Patrick Pedersen under på treårig kontrakt med Viking FK gældende fra den 1. januar 2016. Overgangssummen blev spekuleret i at være på omkring 1,3 millioner (norske) kroner. Pedersen blev set som en erstatning for Jón Daði Böðvarsson, der skiftede til 1. FC Kaiserslautern efter 2015-sæsonen.

### FC Sheriff
Den 26. december 2018 kunne bold.dk offentliggøre, at Patrick Pedersen flyttede til Moldova og skulle spille for FC Sheriff. Han forlod klubben igen den 1. juli 2019.